# Ламентильо, Анна
Анна́ Мэй Ю Ламенти́льо (англ. Anna Mae Yu Lamentillo; род. 7 февраля 1991, Манила) — филиппинская политическая деятельница, председатель комитета «Строить! Строить! Строить!» Министерства общественных работ и автомобильных дорог (19 декабря 2016 — 8 октября 2021).

## Биография

### Происхождение и образование
Анна Мэй Ю Ламентильо родилась 7 февраля 1991 года в семье илонго Мануэля Ламентильо, адвоката по профессии,  и его супруги китаянки Эльноры Ю.
В 2012 году Анна с отличием окончила Филиппинский университет Лос-Баньос по специальности «Коммуникации в области развития», где она получила наивысший средний балл в области «Журналистика развития». Она также получила медаль факультета за академические успехи. Затем Анна поступила в Гарвардскую школу Кеннеди, которую закончила по специальности «Экономическое развитие». Она получила степень доктора права, закончив юридический колледж при университете Дилиман.

### Карьера

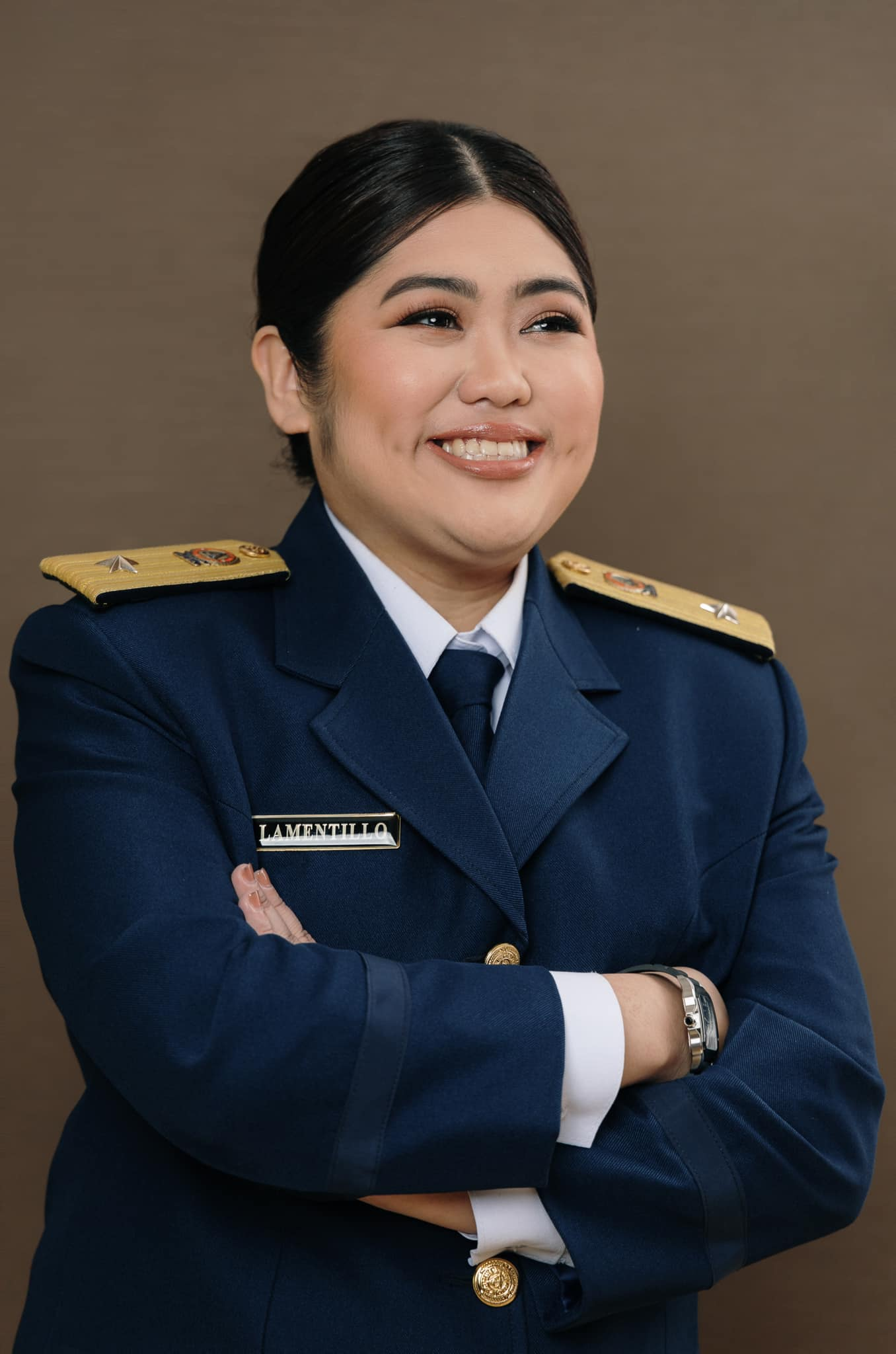
Анна Ламентильо в мундире коммодора Береговая охрана Филиппин

В 2012 году Анна Ламентильо вошла в состав помощников сенатора Лорен Легарды в качестве сотрудника по законодательным вопросам и коммуникациям. Затем Анна работала консультантом по коммуникациям в Программе развития ООН и Продовольственной и сельскохозяйственной организация ООН во время устранения разрушительных последствий тайфуна Хайян.
В 2015 году Анна приняла решение войти в команду Марка Вильяра, в то время представителя Лас-Пинаса, в качестве руководителя законодательного и коммуникационного отделов. 19 декабря 2016 года Анна Ламентильо заняла пост председателя комитета «Строить! Строить! Строить!» в Министерстве общественных работ и автомобильных дорог. В период с 2016 по 2021 год в рамках программы было завершено строительство 29 264 километров дорог, 5950 мостов,  11 340 проектов по борьбе с наводнениями, 222 эвакуационных центра, 150 149 классных комнат и 739 объектов для борьбы с пандемией COVID-19.

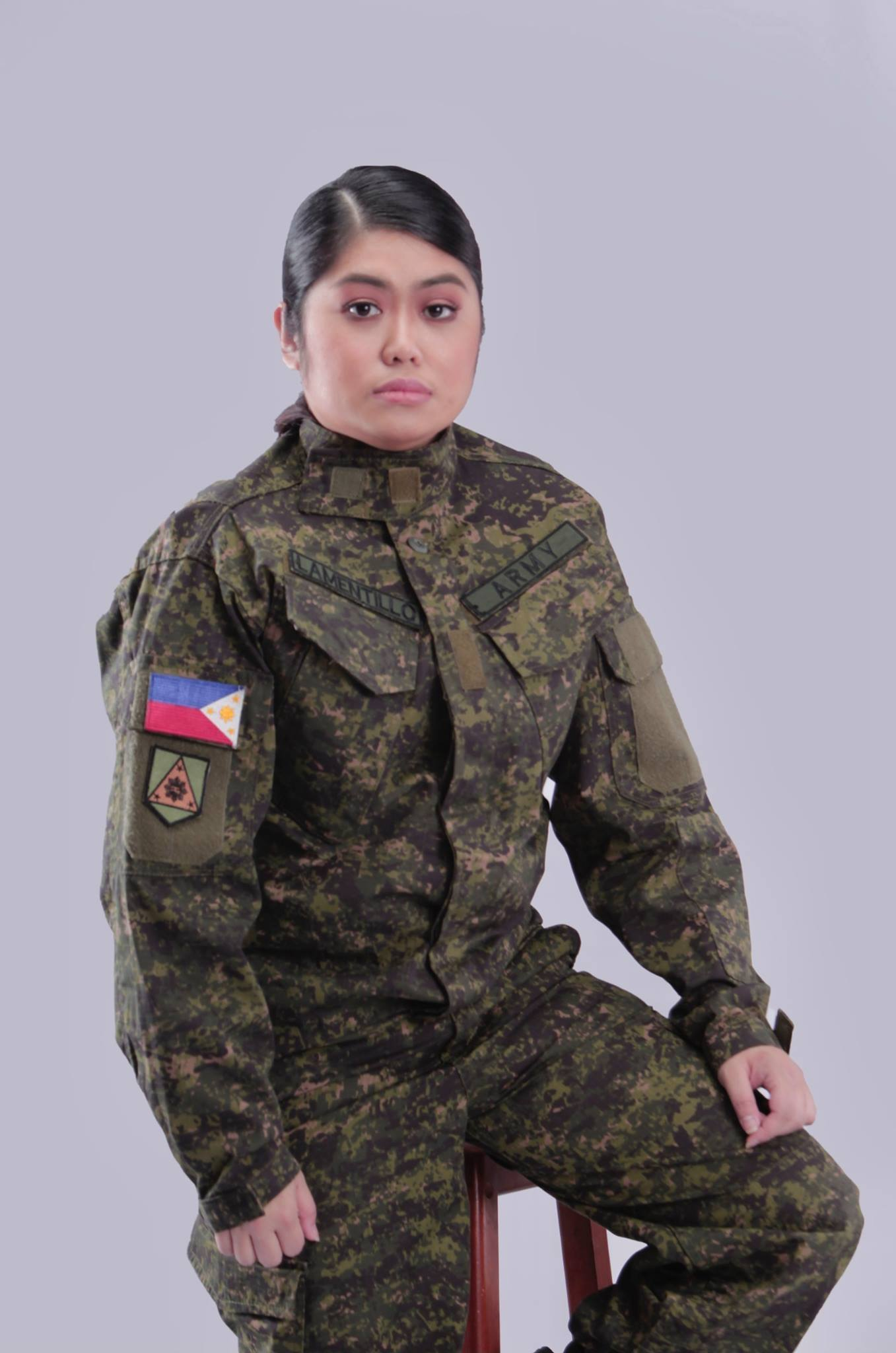
Анна Ламентильо в мундире первого лейтенанта

В августе 2022 года Анна была принята в администрацию президента Фердинанда Ромуальдеса Маркоса-младшего на должность помощника секретаря Департамента информационно-коммуникационных технологий (DICT). В ноябре 2022 года она была назначена на должность заместителя секретаря Департамента. Она занималась стратегическими коммуникациями и СМИ Департамента, международными отношениями и законодательными инициативами. Она отвечала за государственно-частное партнерство и проекты с иностранной помощью, а также являлась представителем Департамента и координатором по президентским и кабинетным директивам.
В феврале 2023 года возглавляла делегацию Филиппин на Совещании старших должностных лиц по цифровым технологиям (ADGSOM) и Совещании министров по цифровым технологиям (ADGMIN) АСЕАН. В марте 2023 года Анна Ламентильо была среди женщин-лидеров в правительстве, которые представляли Филиппины на 67-й сессии Комиссии по положению женщин (CSW67) в штаб-квартире Организации Объединенных Наций в Нью-Йорке (США).  Она добивалась цифровой инклюзивности и гендерного равенства, участвовала в дискуссиях с другими государствами-членами ООН и партнерами по развитию. Она представила усилия правительства Филиппин, в частности DICT, по преодолению цифрового гендерного разрыва.
Она является офицером Береговой охраны Филиппин в звании вспомогательного коммодора, военнослужащей резерва Вооружённых сил Филиппин в звании первого лейтенанта и членом Национальной полицейской академии Филиппин.

### Литературная деятельность
В мае 2023 года Анна была назначена главным редактором журнала «International Development Review» Лондонской школы экономики.
С 2015 года Анна ведёт колонку в редакционном разделе Opinion-Editorial в издании «Manila Bulletin», где она обсуждает текущие вопросы, представляет углубленный анализ политических, социально-экономических, национальных и глобальных проблем и рассказывает о личностях, истории которых могут вдохновить других.
10 декабря 2021 года Анна Ламентильо написала свою первую книгу под названием «Night Owl: A Nationbuilder's Manual», название которой совпадает с названием ее колонки в «Manila Bulletin». В этой книге подробно рассматривается программа «Build Build Build» и реализация крупных инфраструктурных проектов, включая дороги, мосты, учебные заведения и аэропорты, в 18 регионах страны. Официальная презентация книги прошла в 2023 году в присутствии действующего президента Фердинанда Маркоса-младшего и бывшего лидера страны Глории Макапагал-Арройо.